# Law & Order True Crime
Law & Order True Crime je americký kriminální antologický televizní seriál, který měl premiéru 26. září 2017 na stanici NBC. Jeho tvůrcem je René Balcer. První řada o osmi dílech je nazvána jako Law & Order True Crime: The Menendez Murders a sleduje soudní proces bratrů Lyla a Erika Menendezových, kteří byli v roce 1996 odsouzeni za vraždu svých rodičů Joseho a Kitty.

## Obsazení

### Hlavní role
- Edie Falco jako Leslie Abramson, právnička bratrů Menendezových[2]
- Gus Halper jako Erik Menendez[3]
- Miles Gaston Villanueva jako  Lyle Menendez[3]

### Vedlejší role
- Anthony Edwards jako soudce Stanley Weisberg[4]
- Julianne Nicholson jako Jill Lansing, partnerka Abramsonové.[3]
- Harry Hamlin jako Barry Levin[5]
- Constance Marie jako Marta Cano, Joseho sestra[6]
- Carlos Gómez jako Jose Menendez, Erikův a Lyleův otec[6]
- Sam Jaeger jako detektiv Les Zoeller[7]
- Josh Charles jako doktor Jerome Oziel, psychiatr[8]
- Sterling Beaumon jako Glenn Stevens, Lyleův kamarád z Princetonu[9]
- Ben Winchell jako Donovan Goodreau
- Molly Hagan jako Joan Vandermolen, Kitty starší sestra[9]
- Dominic Flores jako Henry Llano, Lyleův a Erikův bratranec[9]
- Lolita Davidovich jako Kitty Menendez, Lyleova a Erikova matka[10]
- Chris Bauer jako Tim Rutten, Lesliin manžel a novinář
- Heather Graham jako Judalon Smyth, Ozielova milenka[10]
- Elizabeth Reaserová jako Pam Bozanich, právnička[10]
- Larry Cedar jako Milton Anderson, Kitty starší bratr[10]
- Ezra Buzzington jako Elliot Alhadeff, právník
- Raphael Sbarge jako Jon Conte
- Taylor Kalupa jako Anna Eriksson, Lyleovo snoubenka
- Jenny Cooper jako Megan Lang
- Irene DeBari jako Maria Menendez

## Seznam dílů
| Č. v seriálu | Původní název | Režie               | Scénář          | Premiéra v USA     |
| ------------ | ------------- | ------------------- | --------------- | ------------------ |
| 1            | Episode 1     | Lesli Linka Glatter | René Balcer     | 26. září 2017      |
| 2            | Episode 2     | Lesli Linka Glatter | René Balcer     | 3. října 2017      |
| 3            | Episode 3     | Holly Dale          | Diana Son       | 10. října 2017     |
| 4            | Episode 4     | Holly Dale          | Diana Son       | 17. října 2017     |
| 5            | Episode 5     | Fred Berner         | René Balcer     | 24. října 2017     |
| 6            | Episode 6     | Fred Berner         | Gina Gionfriddo | 31. října 2017     |
| 7            | Episode 7     | Michael Pressman    | Diana Son       | 7. listopadu 2017  |
| 8            | Episode 8     | Michael Pressman    | René Balcer     | 14. listopadu 2017 |

## Produkce
V dubnu 2016 producent Dick Wolf a stanice NBC oznámili, že pracují na novém seriálu, jež bude založen na případu soudního procesu s bratry Mendendezovými. Seriál byl stanicí objednán 15. července téhož roku a natáčení prvních 8 dílů začalo 26. června 2017. Premiéru měl 27. září 2017. Dick Wolf uvedl, že má mnoho nápadů, které by použil ve druhé řadě, pokud by ji stanice objednala. V květnu 2018 bylo oznámeno, že seriál zrušen není, ale zatím se neplánuje jeho pokračování.